# Lill-Dödmantjärnen
Lill-Dödmantjärnen är en sjö i Norsjö kommun i Västerbotten och ingår i Skellefteälvens huvudavrinningsområde. Sjön har en area på 0,0625 kvadratkilometer och ligger 223 meter över havet.

## Delavrinningsområde
Lill-Dödmantjärnen ingår i det delavrinningsområde (722086-168585) som SMHI kallar för Mynnar i Svanforsbäcken. Medelhöjden är 241 meter över havet och ytan är 3,85 kvadratkilometer. Det finns inga avrinningsområden uppströms utan avrinningsområdet är högsta punkten. Vattendraget som avvattnar avrinningsområdet har biflödesordning 3, vilket innebär att vattnet flödar genom totalt 3 vattendrag innan det når havet efter 89 kilometer. Avrinningsområdet består mestadels av skog (70 procent) och sankmarker (16 procent). Avrinningsområdet har 0,06 kvadratkilometer vattenytor vilket ger det en sjöprocent på 1,6 procent.